# Davara
Davara es un género de lepidópteros perteneciente a la familia Pyralidae. Fue descrito por Walker en 1859, y es originario de Puerto Rico.

## Especies
- Davara azonaxsalis Walker, 1859
- Davara caricae (Dyar, 1913)
- Davara rufulella (Ragonot, 1889)